# Вредина
«Вредина» — четвёртый мини-альбом (макси-сингл) Алёны Швец, вышедший 19 ноября 2021 года на лейбле Rainbow Flower и включающий в себя три композиции.

## Список композиций
| №                   | Название            | Длительность |
| ------------------- | ------------------- | ------------ |
| 1.                  | «Вредина»           | 2:21         |
| 2.                  | «Удалю»             | 2:06         |
| 3.                  | «Луна»              | 2:18         |
| Общая длительность: | Общая длительность: | 6:45         |

## Музыкальное видео
14 января 2022 года на официальном YouTube-канале Алёны Швец вышел музыкальный видеоклип все три песни, срежиссированный Анной Козловой; на декабрь 2022 года видео имеет более 1,3 млн просмотров.

## Приём

### Критика
Музыкальный критик Алексей Мажаев поставил релизу оценку 7,5 из 10 и в своей рецензии для сайта InterMedia написал, что заглавная песня «может стать шуточным гимном всех строптивых девчонок».

### Популярность
По данным сервиса Kworb.net, песня «Вредина» попала в чарты стримингового сервиса Spotify в России и Украине.
| Название  | Высшие позиции   | Высшие позиции   | Высшие позиции     | Высшие позиции     | И.    |
| Название  | Ежедневные чарты | Ежедневные чарты | Еженедельные чарты | Еженедельные чарты | И.    |
| Название  | Россия Spotify   | Украина Spotify  | Россия Spotify     | Украина Spotify    | И.    |
| --------- | ---------------- | ---------------- | ------------------ | ------------------ | ----- |
| «Вредина» | 52               | 124              | 77                 | 191                | [ 6 ] |